# Lehlohonolo Majoro
Lehlohonolo Majoro (Ladybrand, 19 de agosto de 1986) é um futebolista profissional sul-africano que atua como atacante.

## Carreira
Lehlohonolo Majoro representou o elenco da Seleção Sul-Africana de Futebol no Campeonato Africano das Nações de 2013.